# Coryphopteris ledermannii
Coryphopteris ledermannii är en kärrbräkenväxtart som först beskrevs av Georg Hans Emmo Wolfgang Hieronymus, och fick sitt nu gällande namn av Holtt. Coryphopteris ledermannii ingår i släktet Coryphopteris och familjen Thelypteridaceae. Inga underarter finns listade.